# جيف داونز
جيف داونز (بالإنجليزية: Geoff Downes)‏ هو عازف لوحة المفاتيح ومنتج أسطوانات بريطاني، ولد في 25 أغسطس 1952 في ستوكبورت في المملكة المتحدة.

## وصلات خارجية
- الموقع الرسمي
- جيف داونز على موقع IMDb (الإنجليزية)
- جيف داونز على موقع ميوزك برينز (الإنجليزية)
- جيف داونز على موقع إن إن دي بي (الإنجليزية)
- جيف داونز على موقع أول ميوزيك (الإنجليزية)
- جيف داونز على موقع ديسكوغز (الإنجليزية)
- جيف داونز على موقع قاعدة بيانات الفيلم (الإنجليزية)